# Saltpond
Saltpond és una ciutat de Ghana, capital del Districte Municipal de Mfantsiman a la Regió Central. Té una població (2012) de 24.689 habitants.
Els portuguesos hi van tenir una factoria que als primers anys del segle xvii va passar als neerlandesos. Llavors es deia Kormantin. Els britànics s'hi van establir per un tractat amb el rei Ambro, que el 1632 va acceptar la llei comercial anglesa al país Fanti i va permetre als anglesos establir factories a Kormantin, Adja i Anomabo i en totes les costes que estaven sota la jurisdicció de la nació Fanti o Fante, tot i les protestes neerlandeses. Els anglesos van començar llavors amb la construcció d'una factoria a Kormantin que van convertir en la seva seu abandonant Winneba; també van construir una factoria a Ekki-Tekki (més tard Kommendah), si bé aquesta última fou abandonada al següent any 1633. El 1638 els anglesos van començar a construir un petit Fort a Kormantin (Cormantine, Cormantin, Courmantyne i altres variacions del nom) per protegir la factoria local contra els neerlandesos. No obstant això, l'activitat de la construcció va anar molt lentament i fins després de vuit anys (1646) no es van completar (sembla que de 1644 a 1645 els anglesos van abandonar la zona). L'expulsió dels neerlandesos de Carolusburg a finals 1659 o principis de 1660, va tenir resposta en un bloqueig naval neerlandès de tota la Costa d'Or entre Kommendah i Kormantin, establert amb efectes molt impactants per a disgust dels britànics. Diversos dels seus vaixells van ser segrestats pels neerlandesos o expulsats de la costa. En el període 1661-1662 van ser capturats davant de la Costa d'Or pels neerlandesos sis vaixells anglesos. Els atacs de l'almirall neerlandès Engel de Ruyter el 1664-1665 no van afectar les factories de Cape Corse i Chama (Shama), però si que va conquerir els forts de Cormantin (Cormantine, 29 de gener de 1665) i Taccarada i com que els Països Baixos no els van voler retornar (1665) va esclatar formalment la guerra que va continuar fins al tractat de Breda de 1667 quan un article del tractat reconeixia als neerlandesos Kormantin (Cormantine) i Taccarada, mentre deixava als anglesos Cape Corse, que fou reanomenada Cape Coast. Kormantin fou reanomenada Fort Amsterdam. A començaments del 1782, el capità Thomas Shirley del vaixell Leander va capturar les fortaleses neerlandeses de Fort Nassau (Mouri), Kormantin (Courmantyne), Fort Lijdzaamheid o Fort Patience (Apam), Fort Goede Hoop (Senya Beraku) i Fort Ussher o Crêvecoeur (Accra).